# 紀元前665年
紀元前665年（きげんぜん665ねん）は、西暦（ローマ暦）による年。紀元前1世紀の共和政ローマ末期以降の古代ローマにおいては、ローマ建国紀元89年として知られていた。紀年法として西暦（キリスト紀元）がヨーロッパで広く普及した中世時代初期以降、この年は紀元前665年と表記されるのが一般的となった。

## 他の紀年法
- 干支 : 丙辰
- 中国
  - 周 - 恵王12年
  - 魯 - 荘公29年
  - 斉 - 桓公21年
  - 晋 - 献公12年
  - 秦 - 宣公11年
  - 楚 - 成王7年
  - 宋 - 桓公17年
  - 衛 - 懿公4年
  - 陳 - 宣公28年
  - 蔡 - 穆侯10年
  - 曹 - 釐公6年
  - 鄭 - 文公8年
  - 燕 - 荘公26年
- 朝鮮
  - 檀紀1669年
- ユダヤ暦 : 3096年 - 3097年

## できごと

### 中国
- 鄭軍が許に侵攻した。
- 周の樊皮（中国語版）が恵王に叛いた。

## 誕生
- 奚斉